# Þorsteins þáttr sögufróða
Þorsteins þáttr sögufróða (La historia de Thorstein, el sabio de las sagas) es una historia corta islandesa (þáttr) que se desarrolla en la corte noble del rey Harald Hardrada y se considera una evidencia sobre los relatos como forma de entretenimiento tradicional entre islandeses de la época. La historia está recogida en Hulda-Hrokkinskinna, sin embargo no aparece en Flateyjarbók. Se conserva como historia independiente en el pergamino MS AM 496 4.º. Las diferencias y similitudes latentes entre las diferentes versiones, hace entrever que se trata de una historia que se transmitió oralmente durante generaciones.

## Sinopsis
La saga se centra en la fugura de Thorstein (en las sagas reales solo se menciona como un islandés sin nombre). Thorstein pertenece a la guardia personal de Harald Hardrada y entretiene al séquito con las historias del rey durante su estancia en el Imperio Bizantino. 